# Зарица (Болгария)
Зарица (болг. Зарица) — село в Болгарии. Находится в Силистренской области, входит в общину Главиница. Население составляет 449 человек.

## Политическая ситуация
В местном кметстве Зарица, в состав которого входит Зарица, должность кмета (старосты) исполняет Седат  Зикри Салим (Движение за права и свободы (ДПС)) по результатам выборов.
Кмет (мэр) общины Главиница — Насуф Махмуд Насуф (Движение за права и свободы (ДПС))  по результатам выборов.